# Ramón Aldea
Ramón Aldea, född 13 augusti 1932, är en filippinsk bågskytt. Han deltog vid olympiska sommarspelen 1972.